# 留光乡
留光乡是中国河南省新乡市封丘县下辖的一个乡。

## 行政区划
留光乡下辖：留光村、东周庄村、后寨村、大卜寨村、王留固村、小李庄村、于林村、谢庄村、杨庄村、北侯村、青堆村、短堤村、马村、辛店村、耿村、李王庄村、中王庄村、合城村、陈庄村、东赵庄村、寺上村、胡村、于庄村、东林庄村、小占村、聂庄村、西林庄村、东王庄村。